# Radio Maria
Radio Maria este un post radio religios, de inspirație catolică, public, necomercial și apolitic. Colaborează cu Biserica Catolică din România.

## Frecvențe

### Transmisie înromână
| Oraș      | Frecvență |
| --------- | --------- |
| Bacău     | 89,6 FM   |
| Baia Mare | 95,4 FM   |
| Blaj      | 94,4 FM   |
| Oradea    | 102,2 MHz |
| Roman     | 87,9 FM   |
| Târnăveni | 87,7 FM   |
| Zalău     | 92,5 FM   |

### Transmisie înmaghiară
| Oraș        | Frecvență |
| ----------- | --------- |
| Cluj-Napoca | 100,4 FM  |
| Covasna     | 92,3 FM   |
| Gheorgheni  | 89,7 FM   |
| Oradea      | 102,2 FM  |
| Satu Mare   | 92,3 FM   |
| Tășnad      | 90,1 FM   |
| Toplița     | 94,4 FM   |

## Istorie
Postul de radio a fost înființat în 1983, în orașul Erba a provinciei italienești Como. În anul 1987, s-a constituit Asociația „Radio Maria”. În anul 1998 a fost fondată Asociația „World Familiy of Radio Maria” (Familia Globală a Radioului Maria), care se ocupă cu promovarea, protejarea și dezvoltarea proiectului "Radio Maria" în lume.
Misiunea declarată a fost aceea de a răspândi mesajul evanghelic în comuniune cu doctrina și indicațiile pastorale ale Bisericii Catolice și cu fidelitate față de Sfântul Părinte.
În prezent, Radio Maria funcționează în peste 40 de țări. În România, Valer Părău a organizat studioul teritorial Radio Maria, inaugurat la Zalău pe 8 martie 2009.